# Каваджък (квартал)
„Каваджък“ (на турски: Kavacık) е квартал в район „Бейкоз“ в Истанбул, Турция. Намира се в анадолската част на града, на брега на Босфора.
В Каваджък се намира единият край на моста Фатих Султан Мехмед.